# Lola Falana

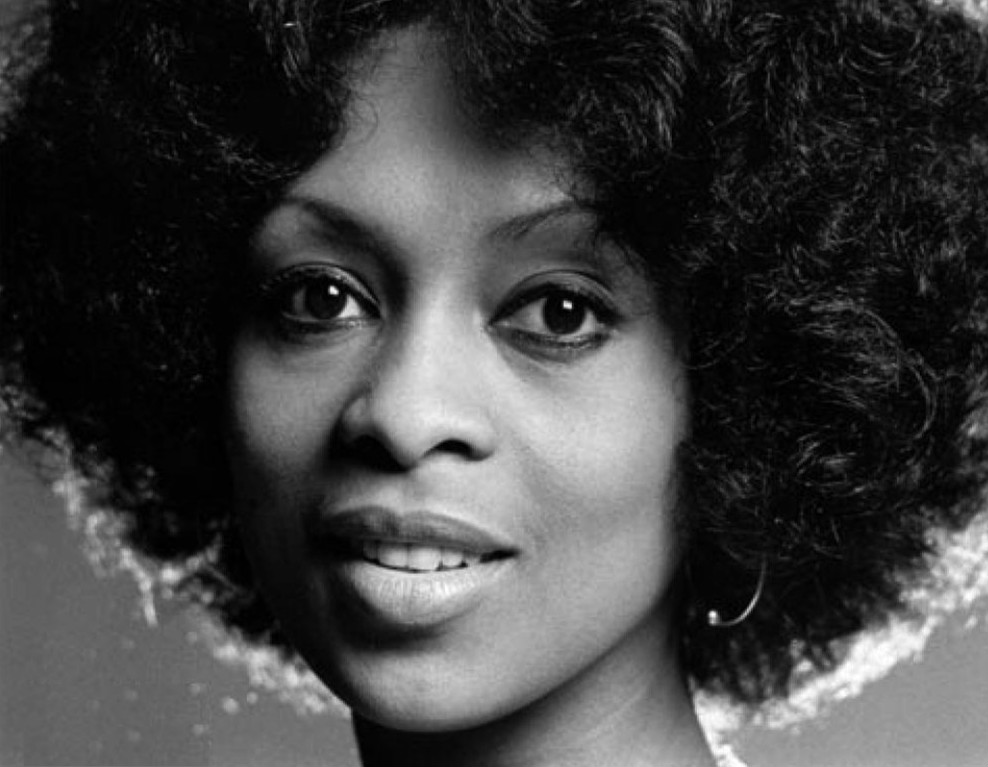
Lola Falana

Lola Falana (* 11. September 1942 in Camden, New Jersey) ist eine US-amerikanische Sängerin, Tänzerin und Schauspielerin.

## Leben
Falana ist die Tochter afro-amerikanischer respektive kubanischer Eltern; 1964 spielte sie an der Seite von Sammy Davis jr. im Musical Golden Boy. Anschließend ging sie als Sängerin und Tänzerin auf Tournee durch Italien. Ihre Reputation dort führte auch zu einer Handvoll Filmen. Nach der Rückkehr in die Vereinigten Staaten wurde sie für ihren ersten Hollywood-Film (Die Glut der Gewalt) für den Golden Globe nominiert, posierte für den Playboy und erhielt Rollen in Blaxploitation-Filmen. Sie wurde der bestbezahlte weibliche Entertainer in Las Vegas und war zwischen 1971 und 1975 mit Feliciano „Butch“ Tavares von der Soulgruppe Tavares verheiratet. Neben ihren Filmrollen spielte sie Gastrollen in verschiedenen Fernsehserien und trat als prominenter Gaststar in Fernsehshows wie der Muppet Show und Johnny Carsons The Tonight Show auf; bei Carson war sie zwischen 1970 und 1978 insgesamt 17 Mal als Gast geladen.
Sie erkrankte an Multipler Sklerose und war teilweise gelähmt, überwand die Krankheit jedoch 1987 und galt als geheilt. Die Krankheit kehrte jedoch 1996 zurück, woraufhin sie sich vom Showgeschäft zurückzog. Sie kehrte nach Philadelphia zu ihren Eltern zurück und nahm den römisch-katholischen Glauben an. In dem Film Mary’s Land tritt sie als Interviewpartnerin auf und erzählt von ihrer Krankheit und ihrem Glauben.

## Filmografie (Auswahl)

### Spielfilme
- 1966: A Man Called Adam
- 1967: Quando dico che ti amo
- 1967: Lola Colt… sie spuckt dem Teufel ins Gesicht (Lola Colt)
- 1967: Stasera mi Butto
- 1970: Die Glut der Gewalt (The Liberation of L. B. Jones)
- 1974: Verflucht sind sie alle (The Klansman)
- 1975: Lady Cocoa
- 1990: Ein Mann für meine Tochter (Mad About You)
- 2013: Mary’s Land

### Fernsehserien
- 1969: FBI (The F.B.I.)
- 1974: Die Straßen von San Francisco (The Streets of San Francisco)
- 1978: Love Boat (The Love Boat)
- 1979: Fantasy Island
- 1979: Vegas (Vega$)
- 1986: Hotel